# 金德尔洞穴
金德尔洞穴（俄语：30-летия Победы, Киндерлинская）是乌拉尔山脉南部第二长的洞穴，它位于齐林自然公园内，距离俄罗斯巴什科尔托斯坦金德尔河右岸的塔沙斯提村有5公里。洞穴形成于泥盆纪时代，由4个水平排列的地层组成。
洞穴入口位于海拔94米处，洞穴口与倾斜的隧道相连，洞穴内的冰川面积为720平方米，厚度为8米，各种石笋生长在冰川上，洞穴长8130米，包括水下部分的230米，洞穴容积229600立方米，露出部分的面积39400平方米，洞穴的平均宽度为5.4米，高度为7.1米，整个洞穴的高度差为215米，这是乌拉尔最深的洞穴。洞穴周围生长着大麻，因此巴什基尔人称洞穴为金德勒，他们在夏天将肉放在冰川上。
1974年，洞穴由洞穴学家发现，为了庆祝胜利纳粹德国30周年，洞穴被命名为胜利洞穴。（俄语：Пещера Победа）. 
据了解，齐林自然公园内有67个洞穴，其中最著名的是这个洞穴，每年都有成千上万的游客参观这个洞穴。2010年，在洞穴附近安装了金属围栏，以保护洞穴的生态状况。